# دازاین
دازاین (به آلمانی: Dasein) (تلفظ آلمانی: [ˈda:zaɪn]) واژه‌ای آلمانی است که به «برجاهستی» (آلمانی: da - آنجا؛ sein - بودن یا هستی) ترجمه شده‌است. این واژه در فارسی در بیشتر موارد ترجمه نمی‌شود و به همان صورت دازاین آورده می‌شود. این واژه در انگلیسی هم اغلب «Existence» ترجمه شده‌است.

## مفهوم
دازآین یک مفهوم اساسی در فلسفهٔ مارتین هایدگر به ویژه در کتاب معروف وی، هستی و زمان است.
هایدگر عبارت دازاین را برای اشاره به تجربهٔ «بودن» که مختص به انسان است، استفاده می‌کرد. بدین معنی که دازاین یک شکل از بودن است که از مسائلی همچون «شخص»، «مرگ» و معضل یا پارادوکس «زندگی در ارتباط با دیگر انسان‌ها درحالی که در نهایت با خود تنها است»، آگاه بوده و باید با آن‌ها مواجه شود.

## معادل فارسی
سیاوش جمادی در ترجمه خود از کتاب هستی و زمان مارتین هایدگر این واژه را به همان صورت دازاین استفاده می‌کند. اما در انتهای کتاب و در بخش واژه‌نامه آلمانی-انگلیسی-فارسی در ذیل مدخل «Dasein» معادل‌های فارسی «آنجا بودن» و «آنجا هستی» را می‌آورد.
عبدالکریم رشیدیان در ترجمه خود از کتاب هستی و زمان واژه «Dasein» را ترجمه نمی‌کند و به صورت «دازاین» می‌آورد.
بابک احمدی، در کتاب خود «هایدگر و تاریخ هستی» در مورد واژه دازاین می‌نویسد: عنوانی است که هایدگر در مورد وجود انسان، همچون یگانه هستنده ای که می‌تواند به معنای هستی بیندیشید، به کار می‌برد.
استاد میرشمس‌الدین ادیب‌سلطانی در برابرِ Dasein از ترکیبِ «برجاهستی» بهره می‌جوید.
«در سال‌های نزدیک یک بار این پرسش به ذهن نگارنده رسید که آیا برجاهستی/دازاین/Dasein هایدگر گونه‌ای جایگزین برای درون‌آخته/ سوژهٔ دکارتی-کانتی نیست، هرچند تا اندازه‌ای «کمرنگ‌تر» و «خاکستری‌تر» و «گرفته‌تر»؟ سپس نگارنده دریافت که این پرسش چندان تازه نیست و دیگران نیز این احساس را داشته‌اند. یک چِم/دلیل: در برخی از گزارش‌های پیوندمند به هایدگر، گزارندگان تأکید می‌کنند که هایدگر subjekt /subject/ sujet دکارتی-کانتی نیست.»